# Fechner (månekrater)
Fechner er et nedslagskrater på Månen. Det befinder sig på den sydlige halvkugle på Månens bagside og er opkaldt efter den tyske psykolog og fysiker Gustav T. Fechner (1801 – 1887).
Navnet blev officielt tildelt af den Internationale Astronomiske Union (IAU) i 1970. 

## Omgivelser
Fechnerkrateret er forbundet med den vestlige rand af det store Planckbassin. Fechners østlige rand skærer Vallis Planck, som er en lang, bred kløft i overfladen i retningen nord-nordvest. Denne dal trænger ind i kraterets sydøstlige rand og fortsætter nordpå fra ydersiden af den nordøstlige rand.

## Karakteristika
Et lille, skålformet krater med forholdsvis høj albedo er forbundet med Fechners vestlige rand. Dette satellitkrater med navnet "Fechner C" er omgivet af et dække af lyse udkastninger, som også ligger over den sydvestlige del af Fechners kraterbund. Kraterranden er ret nedslidt og eroderet, og den østlige halvdel helt omformet på grund af kløften og virkningen af det nærliggende Planckkrater. Kraterbunden indeholder adskillige småkratere.

## Satellitkratere
De kratere, som kaldes satellitter, er små kratere beliggende i eller nær hovedkrateret. Deres dannelse er sædvanligvis sket uafhængigt af dette, men de får samme navn som hovedkrateret med tilføjelse af et stort bogstav. På kort over Månen er det en konvention at identificere dem ved at placere dette bogstav på den side af satellitkraterets midte, som ligger nærmest hovedkrateret. Fechnerkrateret har følgende satellitkratere:
| Fechner | Længde  | Bredde   | Diameter |
| ------- | ------- | -------- | -------- |
| T       | 59,1° S | 122,9° Ø | 14 km    |

## Måneatlas
- Billeder af Fechnerkrateret i LPI-måneatlasset